# Ataque en Balboa
El Ataque en Balboa (Cauca) fue un ataque de las Disidencias de las FARC-EP al Ejército Nacional de Colombia, perpetrado el 11 de marzo de 2025, en zona rural de Balboa (Cauca) dejando 5 militares muertos y 16 heridos.

## Acontecimiento
Fue un ataque con explosivos cuando los militares de la Tercera División del Ejército Nacional se dirigían en un convoy militar a instalar un puente en reemplazo de otro destruido por la estructura Frente Carlos Patiño adscritos al Estado Mayor Central (EMC) de las Disidencias de las FARC-EP. En el ataque murieron 2 sargentos y 3 soldados profesionales.El lugar del ataque es cercano al corregimiento de El Plateado de Argelia (Cauca) donde el Ejército Nacional se encuentra en operaciones contra las Disidencias de las FARC-EP.
La reconstrucción del puente había sido anunciada por el presidente Gustavo Petro.

## Reacciones
El ataque fue rechazado por el ministro de defensa Pedro Sánchez Suárez, y también por el gobernador del Cauca, Jorge Octavio Guzmán. 